# Липова (річка)
Ли́пова — річка в Україні, в Макарівському районі Київської області, права притока річки Здвиж. Довжина 8 кілометрів.
Бере початок у лісі, в урочищі Бондарка, за 3 кілометри на схід від села Плахтянка, у лісі приймає першу безіменну притоку.
Далі протікає через село Плахтянка, де на річці влаштовано став. У селі приймає другу безіменну притоку. За 4 кілометри на захід від села впадає у Здвиж. Останні 1-1,5 кілометри русло частково каналізоване.